# Imperio (revista)
Imperio o Imperio G es una revista bimensual Argentina, orientada principalmente al público LGBT. Empezó a distribuirse desde el mes de marzo de 2001.

## Filosofía
Imperio buscó armar un equipo amplio y plural, y remarcan que su personal está formado por profesionales de primera línea. La libertad de opinión y la variedad de temas que se abordan en la publicación permiten que en ella converjan una amplia diversidad de puntos de vista y opiniones. Identificada con la comunidad LGBT Argentina, se definen a sí mismos como la "Primera y única revista gay de Argentina".

## Diseño
Desde su lanzamiento hasta en el año 2009 sus notas incluían temas de interés general, combinados con temas de interés particular para la comunidad LGBT. En 2010 anuncian el comienzo de una nueva etapa. La edición de la revista inicia un proceso de expansión comercial que incluía beneficios para sus lectores, una innovación en el estilo gráfico y la posibilidad de suscribirse para recibirla en domicilio. Así como también mejoró su calidad de impresión, mayor calidad y cantidad de notas y anunció la creación de un sitio web más dinámico.

## Suplemento «Ratones»
Desde el comienzo hasta la actualidad la revista Imperio vino acompañada del suplemento «Ratones», la cual contiene una producción normalmente erótica o explícita (+18), junto con un sector de contactos, relatos o historias eróticas y recomendaciones de lugares LGBT.

## Tapas
Las tapas hasta el año 2010 normalmente estaban relacionados con la producción fotográfica especial acompañada en el suplemento Ratones, o dentro de la revista Imperio. Eran modelos, no necesariamente gais, que posaban para una sesión de fotos que en algunos casos incluía desnudos, pero pocas veces eran modelos famosos o de notoriedad. Con la expansión comercial que implementa en 2010, las tapas de la revista promocionan la nota principal de la edición, que está relacionada con algún personaje conocido dentro del espectáculo Argentino.
Las personalidades que posaron para Imperio, y fueron tapa de la revista son:
- Emanuel Ortega
- Walter Quiroz
- Christian Sancho
- Pablo Heredia
- Luciano Cáceres
- Gastón Ricaud
- Adrián Navarro
- Nicolás Pauls
- Ezequiel Campa